# Balancier

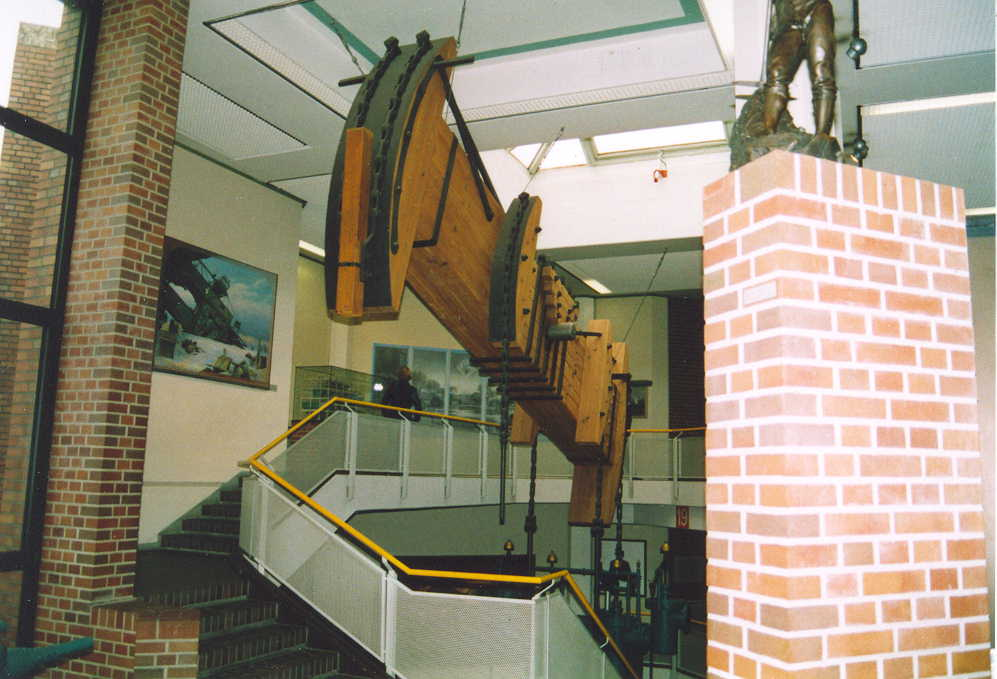
Ein Balancier im Bergbaumuseum Bochum

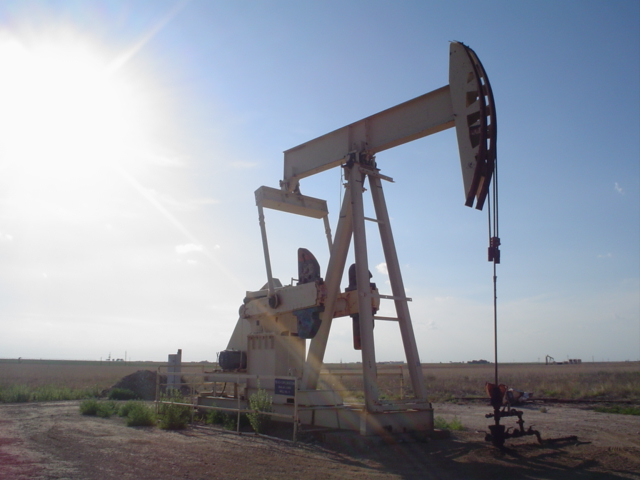
Pferdekopfpumpe an einer texanischen Ölquelle

Ein Balancier bezeichnet ein Bauteil einer Dampfmaschine, einer Wassersäulenmaschine, einer Pumpe zur Erdölförderung oder einen Bestandteil der Traktur einer Orgel.

## Dampfmaschine
Der Balancier ist ein Teil der frühen Dampfmaschine, wie sie von James Watt verbessert und weiterentwickelt wurde. Die damaligen Maschinen hatten stehende Zylinder und wurden über das Wattsche Parallelogramm mit dem Balancier verbunden, der hier die Rolle des zentralen Hebels der Maschine übernahm. Entsprechend dieser Aufgabe war er zunächst aus einem starken Baumstamm gefertigt, der die Gelenkpunkte für das Parallelogramm, die Balanciersäule und die Pleuelstange, aufnahm. Bei später gebauten Dampfmaschinen wurde der Balancier mit Stahl verstärkt oder aus Gusseisen hergestellt, sofern man nicht wie bei einer liegenden Dampfmaschine ganz auf ihn verzichtete.
In den USA waren Dampfmaschinen mit Balancier („walking beam“) weit verbreitet bei Schiffsmaschinen von Seitenraddampfern in der Binnen- und Küstenschifffahrt.

## Wassersäulenmaschine
siehe: Wassersäulenmaschine#Balancier

## Erdölförderung
Bei der Erdölgewinnung wird das Erdöl durch Gestängetiefenpumpen aus Tiefen bis zu 2500 m gefördert. Diese Pumpen werden wegen ihres Aussehens auch Pferdekopfpumpen genannt. Der Balancier ist hierbei auf dem Pumpenbock montiert. Am Pferdekopf ist er über ein Gestänge mit dem Pumpenkolben verbunden, an der gegenüberliegenden Seite über ein Pleuel mit der Kurbel der Antriebsmaschine.

## Orgelbau
Im Orgelbau bezeichnet ein (pneumatischer) Balancier einen Bestandteil der Traktur, der bei größeren Orgeln hilft, den Druckpunkt der Taste durch einen kleinen Balg unterhalb des Spielventils zu überwinden. Die Erfindung geht auf Hans Henny Jahnn zurück. Im Gegensatz zum Barkerhebel wird dabei die mechanische Traktur nicht unterbrochen.

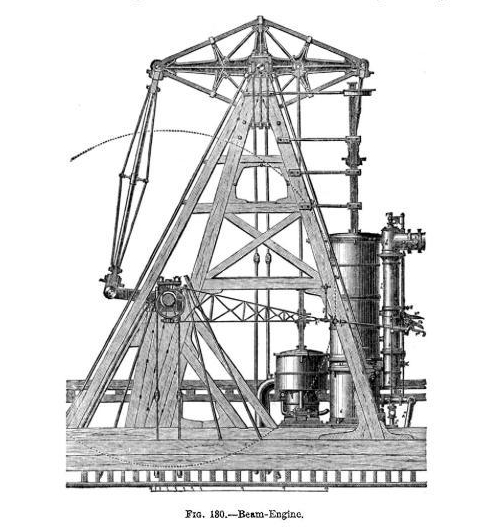
Schiffsmaschine eines Raddampfers mit „walking beam“